# Émile Bourdon
Émile Bourdon, né à Lapalisse le 14 février 1884 et décédé à Monaco le 11 juillet 1974, est un organiste et un compositeur français.

## Biographie
Élève de Guilmant à Paris, il fut condisciple et ami de Marcel Dupré.
Il fut organiste titulaire des grandes orgues de la cathédrale de Monaco de 1922 à 1968, alors que le chanoine Henri Carol lui succéda.
Parallèlement, il fut professeur d'orgue à l'Académie de Musique Fondation Prince Rainier III jusqu'en 1968.

## Œuvres
On lui doit plusieurs œuvres pour orgue dont :
- Dix Pièces Op. 7 (Paris, Leduc, 1921) :
  1. Offertoire pour la Fête de l'Assomption
  2. Carillons (popularisé par Marcel Dupré)
  3. Méditation sur un Psaume d'Introït
  4. Sortie sur l'Hymne Veni Creator Spiritus
  5. Bénédiction nuptiale
  6. In memoriam
  7. Sur l'Alleluia de la Fête de saint Louis
  8. Légende pour la Toussaint
  9. Triptyque sur la Prose de la Fête-Dieu
  10. Toccata sur deux noëls
- Six Pièces (1926) (Delatour, 2009) :
  1. Thème développé
  2. Final en Ré
  3. Complainte
  4. Communion sur "Dic nobis, Maria" de la prose de Pâques
  5. Allegro symphonique
  6. Elégie
- Première symphonie Op.10 (Paris, Leduc, 1925)
- Marche Solennelle Op. 19 (Paris, Bornemann, 1947)
- Cortège Nuptial Op. 38, dédié à S.A.S. le Prince Rainier III et à Madame la Princesse Grace de Monaco, pour la célébration de leur mariage le 19 avril 1956 (inédit).

Aussi :
- un Andantino religioso pour orgue et violoncelle (ou alto)
- un Tantum ergo pour chœur, orgue et cor
- une Idylle pour orchestre,
- un Poème élégiaque pour violoncelle et orchestre,
- un Trio en mi mineur pour piano, violon et violoncelle,
- des motets sacrés.